# Tomás de Borja
Tomás de Borja y de Castro-Pinós (Gandía, Valencia, c. 1551-Zaragoza, 13 de septiembre de 1610). Religioso español, obispo de Málaga, arzobispo de Zaragoza y capitán general de Aragón.

## Biografía
Estudió en el Colegio Mayor de San Ildefonso de Alcalá de Henares (Madrid), y de allí al Colegio Mayor de San Bartolomé de Salamanca, donde se doctoró en Teología, y se decidió por el estado eclesiástico.
En 1571 acompaña a su hermano, el futuro santo, Francisco de Borja y Aragón y al cardenal Alejandrino en un viaje por Europa hacia Roma, donde fue designado Consultor de la Inquisición Romana. De vuelta a España es nombrado canónigo de Toledo y Abad de la Trinidad de Orense.
El rey Felipe III lo presenta en 1599 como obispo de Málaga.  Su llegada coincide con unos brotes de peste, con origen en el desembarco de tropas infestadas procedentes de puertos africanos, tan fuerte que la gente caía en la calle o en los templos sin dar tiempo al socorro oportuno, rebosando la capacidad de los hospitales. El obispo se dedicó con denuedo a ayudar a los enfermos, incluso a aquellos a quienes los demás no se atrevían a acercarse; duró la peste dos años, y murió tanta gente que hubo que traer numerosas familias de otras regiones para atender los trabajos y las labores del campo.
En 1603, fue nombrado arzobispo de Zaragoza, donde vivió con intensidad la beatificación de su hermano, San Francisco de Borja.
En 1606 fue nombrado capitán general de Aragón.

## Deceso
Falleció el 13 de septiembre de 1610, a los sesenta y nueve años, siendo sepultado en la Capilla Mayor del Colegio de las Vírgenes.

## Distinción
En su honor, en la ciudad española de Málaga, en la zona de Pedregalejo, existe una calle que lleva su nombre.